# Ondjiva
Ondjiva (fins 1975 Vila Pereira de Eça) és una ciutat d'Angola, situada al municipi de Cuanhama a la província de Cunene de la que n'és capital. Té una extensió de 12.264 km² i 148.000 habitants segons el cens de 2014. Es troba a 42 kilòmetres de la frontera entre Angola i Namíbia. tradicionalment ha estat la seu del rei dels ovambos de la tribu Oukwanyama. Ondjiva fou greument afectada per la Guerra Civil angolesa (1975-2002). Des del punt de vista jeràrquic de l'Església Catòlica és seu del bisbat d'Ondjiva a l'arquebisbat de Luanda.

## Història
La missió d'Ondjiva fou establerta per primera vegada en 1891 per Friedrich Meisenholl i August Wulfhorst de la Societat de la Missió del Rhin, i amb l'ajuda de Friedrich Bernsmann i amb el permís del rei Weyulu Hedimbi. Es van pensar que Ondjiva hauria estat al territori de l'Àfrica Sud-occidental Alemanya, però que després va resultar no ser el cas. A l'any següent es va establir la missió d'Omupanda.
Meisenholl es va quedar a Ondjiva uns quatre anys, abans que hagués de sortir a causa d'una malaltia greu. Wilhelm Stahlhut el va substituir a mitjans de la dècada de 1890. Els tres fills de Stahlhut van morir a Àfrica, i finalment ell mateix va caure malalt de febres d'aigües negres i van morir a Outjo l'1 de maig de 1900. La seva vídua es va mantenir durant molts anys, primer a Oukwanyama i després a Hereroland.
L'agost de 1915, el rei Mandume va cremar la missió i els alemanys van haver de fugir a Ondonga a Àfrica del Sud-oest.
Ondjiva es va convertir més endavant en una missió catòlica i la seu del bisbat d'Ondjiva. Fernando Guimaraes Kevanu era el bisbe fins a 2011, i va ser succeït per Pio Hipunyati.
Ondjiva va ser destruïda en gran part durant la Guerra Civil angolesa, i va ser escenari dels atacs aeris i la invasió de les terres per part de Sud-àfrica. L'administració de la ciutat va ser operat de la província de Huila, i en teoria governava a la província de Cunene en l'exili. La major part de la població va deixar la ciutat en 1989, i en 1999 va ser llar de menys de 5.000 habitants. Els esforços de la reconstrucció van començar després de l'arribada de la pau en 2002. Ondjiva inicialment va ser experimentat un creixement lent de la població, però es va produir una tornada significativa dels seus residents i la nova migració des d'altres regions d'Angola, en particular de la província de Huila entre 1998 i 2000.

## Transport
Ondjiva és servida per l'aeroport d'Ondjiva Pereira, també conegut com a Aeroporto 11 de Novembro. L'aeroport es troba al nord-oest del centre de la ciutat i és operat per TAAG Angola Airlines amb vols regulars a Luanda, Catumbela, i Kuito. Ha quedat sense construir una connexió ferroviària del Caminho de ferro do Namibe que l'havia de connectar amb Namíbia.

## Personatges
- Marcelina Vahekeni, Miss Angola 2012, delegada a Miss Univers 2012